# Edward Gibbon Wakefield
Ne doit pas être confondu avec Edward Gibbon.
Pour les articles homonymes, voir Wakefield (homonymie).
Edward Gibbon Wakefield (20 mars 1796 – 16 mai 1862) est un écrivain et homme politique britannique, qui est la force motrice de la plus grande partie de la première colonisation de l'Australie-Méridionale et, plus tard, de la Nouvelle-Zélande. Wakefield qui, en 1816, épouse Eliza Pattle (1799 - 1820), est le fils aîné d'Edward Wakefield (1774 - 1854) et de Susanna Crash (1767 - 1816). Karl Marx le mentionne et critique ses théories dans le chapitre 33 de son livre, Le Capital (Volume 1).

## Jeunesse
Né à Londres, en Grande-Bretagne, en 1796, d'un père aux opinions humanitaires, Wakefield fait ses études à Londres et à Édimbourg. Il sert comme ambassadeur du roi, portant du courrier diplomatique dans toute l'Europe au cours des dernières guerres napoléoniennes, à la fois avant et après la bataille décisive de Waterloo. Au cours de l'année 1816, il enlève Eliza Pattle, 16 ans, riche héritière d'un commerçant cantonais, qu'il épouse à Édimbourg. Cela semble avoir été un « enlèvement amoureux », mais sans aucun doute le fait qu'elle ait été une riche héritière lui fait « franchir le pas ». Wakefield reçoit finalement lors du mariage soixante-dix-mille livres, avec la perspective de recevoir plus lorsque Eliza atteindrait ses vingt-neuf ans.
Le couple marié, accompagné de la belle-mère et de divers fonctionnaires, déménage à Gênes où Wakefield occupe un poste diplomatique. Son premier enfant, Nina, y nait en 1817. Le ménage retourne à Londres en 1820 et y a un deuxième enfant, Edward Jerningham Wakefield. Quatre jours plus tard, Eliza meurt et les deux enfants sont par la suite confiés à leur tante Catherine, sœur aînée de Wakefield.
Bien que riche aux normes de l'époque, Wakefield n'est pas satisfait. Il souhaite acquérir une propriété pour entrer au Parlement et, pour ce, il a besoin de plus d'argent. Il essaie de se marier avec une autre riche héritière, mais l'affaire échoue. Il essaie ensuite de passer outre aux volontés de son beau-père et de mettre la main sur le reste de l'argent de sa femme morte. Il n'y réussit pas non plus et, au contraire, l'ensemble de l'affaire ternit beaucoup sa réputation – il y a une forte suspicion que, pour arriver à ses fins, il ait eu recours d'abord à des faux puis, au parjure, même si aucune accusation de ce type n'a jamais été portée à son procès.

## Scandale et prison
Le 7 mars 1826, aidé par son frère Guillaume, il enlève Ellen Turner, 15 ans, fille d'un riche famille de commerçants. Ils prennent la fuite vers l'Écosse où le couple se marie à Gretna Green, la loi écossaise étant beaucoup plus laxiste que la loi anglaise à cet égard. Ils vont ensuite s'installer à Calais, en France pour attendre la suite des événements. Wakefield espère que, pour éviter un scandale, la famille de la jeune fille accepterait le mariage comme un fait accompli. Ce n'est pas le cas[réf. nécessaire].
Quand la famille de la jeune fille les rattrape, la jeune fille accepte de retourner chez son père. La famille ne souhaite pas éviter le scandale, mais préfère révéler l'ensemble de l'affaire et détruire ainsi la réputation de la famille Wakefield. Edward Wakefield et son frère William sont tous deux arrêtés de même que leur belle-mère, qui a participé au début de l'organisation de l'enlèvement. Un procès public s'ensuit. La belle-mère est acquittée, Wakefield et son frère sont tous deux condamnés à trois ans d'emprisonnement. Wakefield a de la chance, il échappe tout juste à la pendaison.
Wakefield purge sa peine à la prison de Newgate, l'une des plus célèbres du pays. Étant relativement riche, il est en mesure d'avoir une vie assez confortable en dépit de son enfermement. Parmi ses visiteurs au cours de cette période figurent sa sœur Catherine et sa cousine, Elizabeth Fry. En prison, il s'intéresse au devenir des colonies britanniques et conçoit une théorie sur l'organisation des colonies qu'il fait publier de façon anonyme, en 1829, dans A Letter from Sydney. Il sort de prison pour s'engager dans la cause de la réforme des prisons. En 1831, il témoigne devant une commission parlementaire enquêtant sur les conditions de détention. Cette affaire élargit ses points d'intérêts et il s'implique dans divers projets d'amélioration sociale.
Cependant son nom et sa réputation sont gravement ternis, et Wakefield découvre vite qu'il a très peu d'influence sur le gouvernement.

## Australie-Méridionale
En 1831, Wakefield s'engage dans différentes campagnes pour promouvoir la colonisation de l'Australie-Méridionale. Il estime que de nombreux problèmes sociaux en Grande-Bretagne sont causés par le surpeuplement et il voit l'émigration vers les colonies comme une soupape de sécurité. Il s'attache à concevoir un nouveau régime colonial, avec une combinaison efficace d'agriculteurs, d'artisans et de personnes riches. Le système devait être financé par la vente des terres aux riches qui auraient ainsi le soutien des autres catégories de migrants.
La colonie d'Australie-Méridionale a besoin de plusieurs projets pour se mettre en place. Bien que, initialement, Wakefield ait été une force motrice essentielle de l'affaire, il se trouve que, plus l'affaire se concrétisait, moins il avait d'influence. Finalement, il est mis presque complètement de côté et il rompt ses liens avec le projet. C'est au cours de cette période que sa fille, Nina, meurt. Il part à Lisbonne en espérant que le climat lui permette d'améliorer sa santé. Cela signifie aussi qu'il est loin de la scène des négociations pendant plusieurs mois.
Cependant, il ne perd pas son intérêt pour promouvoir la colonisation comme un outil d'ingénierie sociale et un nouveau projet est rapidement mis en cours, l'Association pour la Nouvelle-Zélande.
En 1837, le ministère des Colonies britannique passe un accord avec l'Association pour la Nouvelle-Zélande pour promouvoir la nouvelle colonie. Toutefois, il impose des conditions qui sont jugées inacceptables pour les membres de l'Association. Après une discussion d'intérêt, le projet est abandonné.
Wakefield est sans aucun doute l'une des forces les plus influentes au sein de l'Association qui s'est découvert un autre intérêt, le Canada[réf. nécessaire].

## Canada
Les rébellions de 1837 au Bas-Canada sont réprimées, mais la colonie reste dans la tourmente. Le gouvernement de William Lamb veut envoyer John George Lambton, lord Durham pour résoudre le problème. Celui-ci a travaillé en étroite collaboration avec Wakefield sur le régime de la Nouvelle-Zélande et il a été converti par Wakefield à ses théories coloniales. Durham ne s'est disposé à accepter la tâche que si Wakefield l'accompagne en tant que commissaire des terres de la Couronne. Cependant, tous deux savent que le choix de Wakefield est totalement inacceptable pour le gouvernement britannique, aussi Durham ne doit annoncer la nomination de Wakefield qu'après qu'ils auront atteint le Canada. Wakefield et son fils, Edward Jerningham Wakefield, partent en secret pour le Canada en 1838, mais avant leur arrivée, l'affaire est révélée au grand jour et la nomination interdite par Londres. En dépit de cela, Durham le choisit comme représentant officieux, conseiller et négociateur, lui donnant les mêmes pouvoirs effectifs qu'il aurait eus s'il avait été nommé.
À eux deux, ils réussissent à désamorcer la crise et provoquent l'union du Haut et du Bas-Canada. Cependant Durham a été malade pendant la plupart de son séjour au Canada et une grande partie du crédit du succès de sa mission appartient à ses conseillers, Wakefield et Charles Buller. Il est clair que Wakefield est devenu un négociateur capable. Peu de temps après, les manœuvres politiques à Londres rendent la position de Durham intenable, il doit démissionner et ils retournent tous en Grande-Bretagne.
Là, Durham est séparé de Wakefied pour écrire et présenter au Parlement un rapport sur son administration. Bien que leurs noms ne soient pas mentionnés, il semble probable que le rapport ait été rédigé par les trois hommes, Durham, Buller et Wakefield en collaboration. Finalement, ce rapport et ses conclusions deviennent un plan pour le développement de la politique coloniale britannique.

## La Compagnie de Nouvelle-Zélande
La défunte Association néo-zélandaise devient la Compagnie de Nouvelle-Zélande en juin 1838. À la fin de l'année, ses actionnaires avaient acheté un navire, le Tory. Au début de 1839, ils se rendirent compte que, bien qu'ils aient respecté les conditions fixées par le Gouvernement pour l'ancienne Association néo-zélandaise, le gouvernement n'était pas prêt à honorer ses promesses. En outre, il a été activement envisagé de faire de la Nouvelle-Zélande une colonie britannique et, dans ce cas, les ventes de terrains deviendraient un monopole du gouvernement.
Lors d'une réunion en mars 1839, Wakefield est invité à devenir directeur de la Compagnie de Nouvelle-Zélande. Sa philosophie était la même que quand il avait planifié ses enlèvements de mineures : « Posséder le sol et vous serez en sécurité. »
Il fut décidé que le Tory ferait voile pour la Nouvelle-Zélande dès que possible. Son frère Guillaume est nommé chef de l'expédition et son fils Edward Jerningham devint son secrétaire particulier. Ils ont quelques difficultés à trouver un capitaine convenable pour le Tory mais ensuite est trouvé le capitaine de l'Edward qui avait été officier à bord du HMS Beagle lors de son tour du monde. Ernst Dieffenbach fut nommé responsable scientifique de l'expédition et Charles Heaphy, géomètre. Le Tory quitta Londres le 5 mai et alla à Plymouth pour terminer ses préparatifs. Craignant une tentative de dernière minute de la part du gouvernement pour empêcher le départ du navire, Wakefield se rendit rapidement à Plymouth et demande son départ immédiat. Le Tory quitta enfin les côtes anglaises le 12 mai 1839 et atteignit la Nouvelle-Zélande quatre-vingt-seize jours plus tard.

## Retour au Canada
Bien qu'occupé avec la Compagnie de Nouvelle-Zélande, Wakefield continua à s'intéresser aux affaires canadiennes. Il s'implique dans la North American Colonial Association of Ireland, la NACAI. À son initiative, la NACAI essaya d'acheter une grande propriété dans la périphérie de Montréal, où elle veut créer une autre colonie. Wakefield mène l'affaire avec son énergie habituelle, apparemment sans que le gouvernement n'ait d'objection sur le principe, mais il s'opposa vigoureusement à ce que Wakefield ait une participation dans l'affaire.
Politiciens confiants ou non, Wakefield reste impliqué dans le système. Le NACAI le renvoya au Canada en tant que son représentant. Il arriva à Montréal en janvier 1842 et resta au Canada pendant environ un an. À ce stade, le Canada était encore à venir avec l'union du Haut et du Bas-Canada. Il y a de graves différences entre les Canadiens français et les Canadiens anglais, les Canadiens anglais détenant le pouvoir politique. Wakefield manipula habilement ces différences et il lui fut assez facile d'obtenir l'appui des Canadiens français. À la fin de cette année, il a été élu au Parlement canadien. Wakefield, ayant été élu, retourna immédiatement en Grande-Bretagne et ne siégea jamais au Parlement.
Il retourne au Canada en 1843 et y passa quelques mois. Toutefois, quand il apprit que son frère Arthur avait été tué dans le massacre de Wairau, il quitte immédiatement le Canada et n'y revint jamais. Cela semble être la fin de son implication dans les affaires canadiennes. Il aurait été payé environ vingt mille livres par le NACAI pour son travail au Canada[réf. nécessaire].

## Les dernières années en Grande-Bretagne
Wakefield retourna en Angleterre au début de 1844 pour trouver la Compagnie de Nouvelle-Zélande soumise à de graves attaques de la part du Ministère des colonies. Comme d'habitude, il se jette à corps perdu dans la campagne pour sauver son projet. Puis, en août 1844, il eut un premier accident vasculaire cérébral suivi par plusieurs petits autres dans les mois qui suivirent et il dut renoncer à sa lutte. Il est également possible que sa santé mentale ne fut pas trop bonne dans les mois qui suivirent. Heureusement, son fils, Edouard Jerningham Wakefield, de retour de Nouvelle-Zélande à cette époque, était sur place pour s'occuper de lui. En août 1845, il se rendit en France pour se reposer et rompre totalement avec ses affaires de Nouvelle-Zélande. Toutefois, il renonça très vite à son repos et il retourne à Londres deux mois plus tard, semi-invalide.
En janvier 1846, Wakefield était de retour dans ses intrigues. À l'époque, Gladstone était Ministre des Colonies. Wakefield se rapprocha de lui au début de la nouvelle année avec un plan assez radical: le gouvernement et la Compagnie de Nouvelle-Zélande se retiraient de Nouvelle-Zélande et la colonie devait devenir autonome. Alors que cette idée aurait pu être bonne si elle avait été acceptée immédiatement comme le voulait Wakefield, elle était devenue complètement surannée quelques mois plus tard, alors qu'elle était encore en cours d'examen.
Ensuite, au mois d'août 1846, il eut un autre accident vasculaire cérébral très grave. Son ami, Charles Buller le remplaça pour les négociations. En mai 1847, le gouvernement britannique accepta de prendre à sa charge les dettes de la Compagnie de Nouvelle-Zélande et de racheter ses intérêts dans la colonie. Les directeurs de la Compagnie acceptèrent l'offre avec empressement et Wakefield se trouva impuissant et incapable d'influencer la décision, bien qu'elle ne lui plût pas.
Peut-être coup de chance, il eut presque immédiatement une nouvelle occupation. Sans crier gare, son plus jeune frère Félix, qui vivait en Tasmanie depuis le début des années 1830, revient en Angleterre, accompagné par huit de ses enfants, après avoir abandonné sa femme et son plus jeune fils en Australie. Felix était ruiné, sans avenir et incapable de subvenir aux besoins de sa famille. Édouard Wakefield leur trouva un toit et répartit les enfants entre ses différents parents, mais il lui fallut une autre année avant que son état de santé ne soit suffisamment fort pour assumer le rôle de père de substitution, Felix étant apparemment incapable de faire quoi que ce soit pour sa famille.
En même temps Wakefield se lance dans un nouveau projet. Il travailla avec John Robert Godley à promouvoir une nouvelle colonie en Nouvelle-Zélande, colonie qui serait parrainée par l'Église d'Angleterre. Ce plan achevé devait aboutir à la colonisation de la région de Canterbury dans l'île du Sud. Le premier navire appareilla d'Angleterre en décembre 1849 avec Robert Godley à la tête de l'expédition accompagné d'Edouard Jerningham Wakefield, sa santé et ses finances ruinées par vie dissipée à Londres. Ensuite, le premier navire d'immigrants quitta Plymouth en septembre 1850 à destination de Canterbury suivi par d'autres.
La même année 1850, Wakefield fonde la Colonial Reform Society avec Charles Adderley, un propriétaire terrien, député du Staffordshire.
Son frère Félix de retour en Grande-Bretagne fut à l'origine de nombreux problèmes pour Wakefield et lui causa beaucoup de peine. Heureusement Felix estima que la nouvelle colonie en Nouvelle-Zélande était la solution à tous ses problèmes, ne se rendant pas compte qu'il avait créé la plupart d'entre eux lui-même. Wakefield paya à regret son voyage à Canterbury, où on lui attribue 40 hectares de terres près de Sumner. Il arriva avec six de ses enfants à Lyttelton en novembre 1851. Un peu plus tard, l'un des autres colons qui l'accompagne le décrit comme « le pire homme que nous ayons à Canterbury ».
Au cours des années 1851 et 1852, Wakefield continue de travailler pour l'Association de Canterbury et aussi à œuvrer pour faire de la Nouvelle-Zélande une colonie autonome. La Loi constitutionnelle de la Nouvelle-Zélande fut adoptée le 30 juin 1852. Les Néo-Zélandais furent généralement heureux de leur autonomie mais ils le furent beaucoup moins lorsqu'ils découvrirent que le nouveau gouvernement avait pris à sa charge les dettes restantes de la défunte Compagnie de Nouvelle-Zélande.
À ce moment-là, Wakefield estime qu'il a obtenu tout ce qu'il pouvait en Angleterre. Il jugea qu'il était temps pour lui de voir la colonie qu'il avait aidé à créer. Il appareilla de Plymouth en septembre 1852 sachant qu'il ne reviendrait jamais dans son pays natal. Sa sœur Catherine et son fils Charley vinrent le voir à son départ. Puis, à la dernière minute son père semble-t-il. Edward Wakefield père avait alors 78 ans, Wakefield et lui ne s'étaient pas parlés depuis l'enlèvement d'Ellen Turner vingt six ans auparavant. Cependant, ils s'étaient réconciliés et Edouard Wakefield père est mort deux ans plus tard.

## Wakefield en Nouvelle-Zélande
Le navire arrive à Lyttelton le 2 février 1853. Wakefield avait voyagé avec Henry Sewell qui était vice-président et directeur de l'Association de Canterbury. Il semble probable qu'il croyait être accueilli comme un père fondateur de la colonie; il pensait être fêté et se voir proposer immédiatement la direction de la colonie. Cependant, la colonisation avait inévitablement changé les perspectives de la population de Canterbury. Beaucoup des colons s'estimaient déçus et trompés par l'Association et les deux nouveaux arrivants furent fermement liés dans leur esprit aux fausses promesses et déceptions que leur avaient causé l'Association.
En outre, la colonie avait déjà un chef de file, James Edouard Fitzgerald, qui refuse de recevoir Wakefield pendant quelques jours et qui n'était certainement pas prêt à abandonner son pouvoir à quelqu'un probablement perçu comme un homme politique véreux venu de Londres.
En un très court laps de temps, Wakefield est complètement déçu par Canterbury. Il prétexta que les citoyens locaux avaient l'esprit trop étroit et qu'ils étaient beaucoup plus concernés par des questions locales que par une politique nationale. Il était clair qu'ils n'étaient pas dignes d'Edouard Gibbon Wakefield et après seulement un mois il quitta Canterbury et s'embarqua pour Wellington.
Il y avait assez d'agitation politique à Wellington pour satisfaire même Wakefield. Le gouverneur George Grey venait de proclamer l'autonomie gouvernementale de la Nouvelle-Zélande, mais c'était une version édulcorée de celle-ci, beaucoup moins "auto-gouvernementale" que ce qui avait été décrit dans la Loi constitutionnelle de la Nouvelle-Zélande de l'année précédente. George Gray était tout aussi peu scrupuleux que Wakefield et il avait des idées très fermes sur ce qui était bon pour la Nouvelle-Zélande. Il n'avait pas nécessairement de mauvaises idées, mais elles étaient différentes de celles de Wakefield. Il semble probable que, même avant de se rencontrer, les deux hommes savaient qu'ils s'affronteraient.
Quand il arriva à Wellington, Wakefield refusa de descendre à terre jusqu'à ce qu'il soit sûr qu'il serait bien reçu par le Gouverneur. Gray quitta rapidement la ville. Sewell qui accompagnait Wakefield alla à terre et rencontra divers dignitaires dont Daniel Bell Wakefield, un autre frère d'Edouard qui s'était installé à Wellington depuis quelques années, y faisait du droit et avait été procureur général de la province. Il réussit également à obtenir une allocution de bienvenue pour Wakefield écrite par Isaac Featherstone et signée par un grand nombre de citoyens.
Wakefield passa à l'attaque dès qu'il eut mis pied à terre. Il attaqua George Gray sur sa politique concernant les ventes de terrains. Gray était partisan de vendre les terres très bon marché pour encourager la venue des colons. Wakefield voulait maintenir des prix élevés pour que la croissance de la colonie soit financée par les ventes de terrains, ce qui était un principe fondamental de sa théorie coloniale. Sewell et lui essayèrent d'empêcher le commissaire de la Couronne chargé de la vente des terres de continuer les ventes réglementées par le gouverneur Gray. Malheureusement, le commissaire de la Couronne, Francis Dillon Bell, était un cousin second de Wakefield tout nouveau en Nouvelle-Zélande et qui comme Wakefield avait le sens du commerce.
Dans le mois qui suivit leur arrivée à Wellington, Wakefield et Sewell continuèrent à lancer des attaques contre George Gray, faisant mener une campagne à Londres pour qu'il soit rappelé, ne sachant pas que Gray avait déjà demandé lui-même à quitter la colonie. En attendant, Gray était toujours en fonction. Il répondit aux attaques de Wakefield en remettant en cause son honnêteté, ce qui était toujours une cible facile. Il mit l'accent en particulier sur les sommes généreuses qui avaient été accordées à Wakefield en tant que directeur de la Compagnie de Nouvelle-Zélande au moment où elle transférait ses dettes à la Nouvelle-Zélande. Ceci servit à rappeler aux habitants de Wellington comment ils avaient été laissés de côté par la Compagnie et à remonter leur colère à ce sujet. Wakefield réussit à se justifier sur ses honoraires mais l'affaire souleva beaucoup de boue autour d'elle.

### Membre du Parlement
Les élections pour les conseils provinciaux et l'Assemblée générale, le parlement national, eurent lieu pour la première fois au mois d'août 1853. Wakefield se présenta dans la vallée de Hutt et à la satisfaction de certains et la déception d'autres, il fut élu à la fois au Conseil provincial et à l'Assemblée générale.
La première séance du Conseil provincial eut lieu en octobre 1853. Wakefield y était non seulement le doyen mais aussi sans aucun doute le plus expérimenté politiquement toutefois le Conseil était contrôlé par le Parti constitutionnel dirigé par le Dr Isaac Featherstone qui s'était fortement impliqué avec son parti dans les récentes critiques contre son intégrité. Siégeant dans l'opposition, Wakefield fit probablement en sorte que l'Assemblée provinciale devienne une démocratie constitutionnelle, plutôt qu'une oligarchie filiale du Parti constitutionnel. Sa vaste connaissance du droit et des traditions parlementaires fit en sorte que le rôle de l'Assemblée ne puisse pas être ignoré par le parti au pouvoir.
Au début de 1854, la ville de Wellington organisa un "Festival des Fondateurs". Trois cents personnes y participèrent, dont des Maoris et les soixante Wakefields. Le toast principal de la soirée fut porté aux "fondateurs de la colonie et à M. Edouard Gibbon Wakefield". Quelles que soient les vicissitudes connues les mois précédents, Wakefield confirmait être l'une des principales personnalités politiques de la colonie, peut-être le seul à avoir la stature pour tenir tête au gouverneur Gray.

### Conflit avec le gouvernement
Mais Gray était parti et c'est le colonel Robert Wynyard qui faisait fonction de gouverneur. Wynyard ouvrit la première session du premier Parlement néo-zélandais le 27 mai 1855. Wakefield et James Fitzgerald commencèrent immédiatement à se livrer une lutte d'influence. Wakefield présenta un projet de loi pour que le Parlement nomme lui-même les principaux ministres. Wakefield apporta son soutien à Wynyard, alors que Fitzgerald s'y opposa. Le différend sur le gouvernement traînant, à titre de compromis, Wynyard nomma James Fitzgerald au Conseil exécutif le 7 juin. Wakefield n'eut pas de poste au gouvernement.
En juillet, Fitzgerald eut un conflit grave avec Wynyard et démissionna. On proposa à Wakefield de former un nouveau gouvernement, mais il refusa. Il se proposait de servir de conseiller à Wynyard au lieu qu'il agisse de son propre chef. En effet, il cherchait à utiliser Wynyard comme sa propre marionnette. Cependant, il n'eut pas une majorité pour le soutenir et l'Assemblée se retrouva paralysée. La proposition fut prorogée par Wynyard jusqu'au 17 août mais il dut faire un rappel à l'ordre à la fin du mois quand il eut besoin d'argent pour diriger le pays. Le nouveau gouvernement fut composé principalement de partisans de Wakefield et il est clair que, de facto, ce dernier était à la tête du gouvernement. Mais il ne réussit pas à obtenir un vote de confiance et le deuxième gouvernement de Nouvelle-Zélande tomba. Fitzgerald et son équipe revinrent au pouvoir. Dans les deux semaines qui suivirent, l'Assemblée réussit à voter des lois utiles pour le pays avant qu'elle ne soit dissoute et que de nouvelles élections ne soient organisées.
Wakefield commença sa campagne électorale avec beaucoup de style. Il était toujours en mesure de déplacer les foules avec ses discours. Il tint deux réunions électorales dans la vallée de Hutt qui furent bien reçues. Une troisième réunion était prévue, mais elle n'eut jamais lieu. Dans la nuit du 5 décembre 1855, Wakefield tomba gravement malade. Il prit sa retraite dans sa maison de Wellington. Il n'eut plus aucune activité politique et ne fit pas plus d'apparitions publiques même s'il vécut encore pendant sept ans. Sa vie politique, sa vraie vie, était terminée.
Edouard Gibbon Wakefield est décédé à Wellington le 16 mai 1862.

## Ouvrages
- Anonyme - England and America A comparison of the social and political state of both nations (2 volumes) - Richard Bentley, 1833
- Robert Gouger - A letter from Sydney the principal town of Australasia - Joseph Cross, 1829

## Pour approfondir
- (en) « Biographie dans le Dictionary of New Zealand Biography »
- (en) « Biographie dans le Dictionnaire biographique du Canada »
- (en) « Biographie provenant de « An Encyclopaedia of New Zealand » », 1966
- (en) « Article The Wakefield Myth provenant de « An Encyclopaedia of New Zealand » », 1966
- A Sort of Conscience; The Wakefields by Phillip Temple, Auckland University Press, 2002
- Fatal Success: A History of the New Zealand Company by Patricia Burns (Heinemann Reed, 2002)  (ISBN 0-7900-0011-3)
- Adventure in New Zealand by Edward Jerningham Wakefield, John Murray, 1845
- An Account of the Settlements of the New Zealand Company by The Hon HW Petre, Smith, Elder and Co, 1842.
- The Shrigley Abduction by Abby Ashby and Audrey Jones, 2003
- William Epps Cormack, Newfoundland Pioneer by Bernard D. Fardy, 1985  (ISBN 0-920021-15-8) page 46 - 48 section describing The Wakefield Scheme.
- (en) A View of the Art of Colonization by Edward Gibbon Wakefield, 1849.
- (fr) La théorie moderne de la colonisation dernier chapitre du Capital - Livre premier de Karl Marx, qui se concentre sur la théorie de Wakefield.
- Facts Relating to the Punishment of Death in the Metropolis by Edward Gibbon Wakefield, James Ridgway, 1831.